# ديف هودجز
ديف هودجز (بالإنجليزية: Dave Hodges)‏ هو لاعب اتحاد الرغبي أمريكي، ولد في 15 سبتمبر 1968 في لونغ بيتش في الولايات المتحدة.

## وصلات خارجية
- ديف هودجز عل موقع إسبنسكروم (الإنجليزية)